# Janusz Kaźmierski
Janusz Kaźmierski (ur. 21 października 1936 w Żninie, zm. 16 listopada 2016 w Bydgoszczy) – polski nauczyciel i publicysta.

## Życiorys
Urodził się w Żninie jako syn redaktora lokalnej gazety „Pałuczanin” – Edwina Kaźmierskiego. Pracował jako nauczyciel, ponadto był w latach 60. i 70. XX wieku korespondentem „Gazety Pomorskiej”, a następnie korespondentem „Expressu Bydgoskiego”. Był również członkiem redakcji „Żnińskich Zeszytów Historycznych”. Działał w Żnińskim Towarzystwie Kulturalnym oraz jako przewodnik w Polskim Towarzystwie Turystyczno-Krajoznawczym. Był odznaczony Krzyżem Kawalerskim Orderu Odrodzenia Polski. Zmarł 16 listopada 2016 i został pochowany na cmentarzu w rodzinnym Żninie.